# Andreas Hella
Andreas Hella (* 25. November 1959 in Duisburg) ist ein deutscher Bildender Künstler der Moderne in den Bereichen Zeichnung, Malerei, Wandmalerei und Objektbau.

## Biographie
Andreas Hella studierte nach seinem Abitur in Freiburg i. Br. von 1978 bis 1985 an der Staatlichen Akademie der Bildenden Künste in Karlsruhe bei Albrecht von Hancke und Horst Antes. Seither ist er freischaffender Künstler und seit 1991 hat er sein Atelier in Wörth am Rhein. Hella ist Gründungsmitglied und Zweiter Vorsitzender des Kunstvereins Wörth e.V. Hella war von 2019 bis 2024 für Bündnis 90/Die Grünen stellvertretender Ortsvorsteher des Ortsbezirks Wörth.

## Werk
Andreas Hella: „Ich versuche, die Kunst als Mittel zur kritischen Betrachtung zu verwenden. Ich trachte danach, mich störende Zustände aufzugreifen und in gemalte / gezeichnete Worte zu kleiden.“ Der Künstler arbeitet in zwei Sparten: Zum einen macht er Freie Kunst – Zeichnung, Malerei, Objekte –, zum anderen nimmt er Auftragsarbeiten an (Fahrzeuge, Innenraumgestaltung, Gastronomie, Fassaden), zumeist in Airbrush-Technik oder Graffiti.
In seinen oft großformatigen Zeichnungen verwendet er hauptsächlich Schwarz und Weiß, nur wenige farbige Nuancen akzentuieren seine Werke. In seiner Malerei beschäftigt er sich mit „organischer Oberflächengestaltung“, oft werden in die bunt gestalteten Arbeiten verschiedenste Materialien, auch Alltagsschrott, eingebracht. Für seine skulpturalen Objekte verwendet er oft Fundstücke aus der Umgebung. Aus „Wegwerfsubjekten entstehen so Kunstobjekte“ (Andreas Hella). Im Bereich Wandgestaltung wertet er weiße Wände auf – von Diskotheken, Schwimmbädern, Kegelbahnen und Bowling-Centern. „Die unifarbene Wand reizt zum Aufbruch der Eintönigkeit, die motivisch gestaltete Fassadenfläche ruft Bewunderung, Aufmerksamkeit und eine gewisse Art von seelischer Belohnung hervor.“, so Andreas Hella.
Thematisch und motivisch ist Hella vielseitig. Oft dient ihm das Gesicht mit seinen vielfältigen Ausdrucksformen als Basis. So können der menschliche Alltag, Beziehungen und Widrigkeiten zu Motiven werden. Oft arbeitet er mit sozialkritischem Hintergrund. Seine Werke sollen nicht schön im herkömmlichen Sinn sein, sondern sie sollen „den Betrachter berühren, aufwühlen, zum Suchen und letztendlich Neu-Überdenken anregen. Oft geben die Bildtitel dem Betrachter einen Einstieg in die Auseinandersetzung mit dem Werk.“
„Kunst ist eigentlich, Zustände bearbeiten zu können und diese auf optisch ansprechende Weise zur Diskussion stellen“, so Andreas Hella.

## Ausstellungen (Auswahl)
Seit 1986 hatte Hella zahlreiche Einzelausstellungen, u. a. in Pforzheim, Nürnberg, Frankfurt, Wörth, Hagenbach, Ulm, Düsseldorf, Freiburg, Lingenfeld, Bad Bergzabern, Neustadt und Dahn.
Ausstellungsbeteiligungen erfolgten in Erlangen, Karlsruhe, Wörth, Bad Bergzabern, Bad Kreuznach, Annweiler, Calw, Münster, Bochum, Offenbach, Rotterdam (Niederlande), Berlin, Riegel, Mainz, Ludwigshafen, Baden-Baden, Gorgonzola (Italien).
Öffentliche Ankäufe gab es von der Stadt Hagenbach, Telekom und Stadt Annweiler.
- 1980 MIRAMAS Ettlingen
- 1981 Künstlerwerkstatt/Kunstverein Pforzheim
- 1987 Offenes Atelier Stadt Erlangen
- 1988 Galerie Henny „M“ in Nürnberg
- 1989 Galerie-Kanzlei Möller-Wolf Freiburg
- 1990 US-Base Smiley Karlsruhe
- 1990 Music-Hall Frankfurt
- 1991 Titanic Karlsruhe
- 1992 Galerie Steinrötter Münster
- 1992 Ausstellungsbeteiligung Pfalzpreis Kaiserslautern
- 1992 Badischer Kunstverein Karlsruhe
- 1992 Junge Pfälzer Kunst Bad Kreuznach
- 1993 Galerie Zwischenraum Ulm
- 1993 Beteiligung Heinrich von Zügel-Preis Wörth am Rhein
- 1994 Beteiligung Kunstpreis Sparkasse Karlsruhe
- 1995 Beteiligung Junge Pfälzer Kunst Bad Kreuznach
- 1997 Kunstmesse Flottmann-Hallen Bochum-Herne
- 1998 Unternehmerverband / MAV Düsseldorf
- 1999 Städtische Galerie Altes Rathaus Wörth am Rhein
- 2001 Beteiligung Heinrich von Zügel-Preis Wörth am Rhein
- 2002 Kunst und Wein Siebeldingen
- 2002 Reaktions-Bild Hermann Hesse Jahr 2002, Calw (Katalog)
- 2002 Einzelausstellung Kunstverein Lingenfeld
- 2003 Voisonic Karlsruhe
- 2003 Kunst und Wein Siebeldingen
- 2003 Galerie Altes Rathaus Hagenbach / Pfalz (öffentlicher Ankauf)
- 2012  „DAS ALTER – jeder will es werden; keiner will es sein“ Galerie Altes Rathaus in Wörth
- 2012  „Der mobile Mensch“ Galerie Altes Rathaus in Wörth
- 2013 „Zügels Tiere versus Modern Art(ist’s)“ Galerie Altes Rathaus in Wörth
- 2013 Mitglieder-Ausstellung: Malerei. Zeichnung. Objektkunst. Galerie Altes Rathaus in Wörth
- 2015 Ausstellung: „Heinrich von Zügel Kunstförderpreis“ Galerie Altes Rathaus in Wörth
- 2017 Ausstellung: „Kein Alkohol ist auch keine Lösung“ Galerie Altes Rathaus in Wörth
- 2017 Mitgliederausstellung Galerie Altes Rathaus in Wörth
- 2018 Ausstellung: Heinrich von Zügel-Kunstförderpreis der Stadt Wörth am Rhein: TierNaturPur Galerie Altes Rathaus in Wörth
- 2019 Ausstellung: „Im Auge des Betrachters“ Galerie Altes Rathaus in Wörth[7]

## Preise
- Publikumspreis für Zeichnung Rosenheim-Museum Offenbach 2009
- Erster Preis Josef-David-Stiftung Bad Bergzabern 2009
- Sonderpreis für Zeichnung Stadt Annweiler 2009
- Erster Preis der Stadt Annweiler „Kunstmeile“ 2012
- Zweiter Preis Kunstförderpreis der Stadt Wörth am Rhein „TierNaturPur“ 2018

## Arbeiten im öffentlichen Raum
- Kunst am Bau: Städtischer Bäderpark Herzogenaurach 1989
- Wandmalerei: öffentlicher Auftrag der Gemeinde Linkenheim-Hochstetten zum 25-jährigen Jubiläum von „Die Straßenbahn kommt nach Linkenheim-Hochstetten“ Wandfläche ca. 9 × 8 Meter, Juni 2014
- diverse Wandmalereien in Wörth am Rhein und Umgebung